# Insenatura di Shishmaref
L'insenatura di Shishmaref è una laguna larga circa 20 km sita sulla costa nord-occidentale della penisola di Seward, all'interno di cui penetra per circa 27 km, in Alaska. Ubicata all'incirca a metà tra i due estremi della costa, capo Principe di Galles, la punta più occidentale della penisola, e quindi degli Stati Uniti d'America continentali, e capo Espenberg, la laguna è alimentata da diversi piccoli ruscelli, e principalmente dai fiumi Sanaguich e Serpentine, che convergono in essa dalla terraferma, e riceve anche acqua salata dall'oceano Pacifico soprattutto durante le fasi di alta marea. Assieme ad altre lagune, come la laguna Lopp e l'insenatura Cowpack, l'insenatura di Shishmaref costituisce una striscia lagunare quasi continua che si snoda lungo tutta la costa.

## Storia

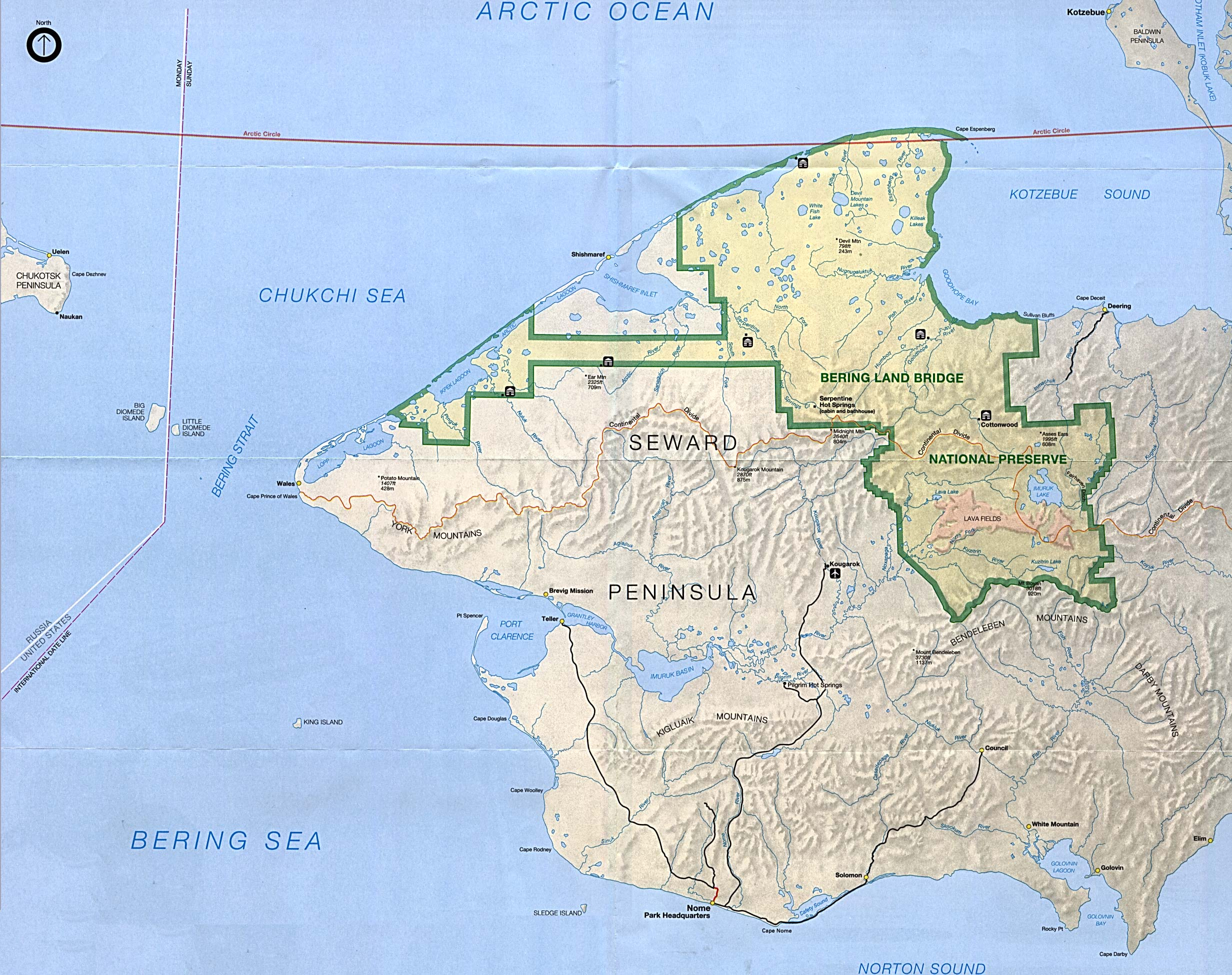
In questa mappa della riserva naturale di Bering Land Bridge è possibile osservare l'ubicazione dell'insenatura di Shishmaref, non facente parte della riserva.

La regione circostante alla laguna, così come quelle limitrofe alle altre lagune della suddetta striscia lagunare, è stata oggetto di varie ricerche archeologiche che hanno portato alla luce tracce di diversi insediamenti dei primi abitanti dell'Alaska, i quali usavano la laguna come fonte di cibo, principalmente salmone e uccelli acquatici.
L'insenatura è stata battezzata con il suo attuale nome nel 1816 dall'esploratore Otto von Kotzebue, della Marina imperiale russa, in onore di un membro della spedizione, il tenente di vascello Gleb Semënovič Šišmarëv (Глеб Семёнович Шишмарёв), e dall'insenatura ha preso poi nome l'insediamento di Shishmaref, situato sull'isola di Saryčev, la lunga stretta isola costiera sita alla bocca dell'insenatura. 
A partire dal dicembre del 1978, la laguna è circondata dal territorio della riserva naturale di Bering Land Bridge.